# Balbagathis sylvatica
Balbagathis sylvatica és una espècie d'insecte dípter pertanyent a la família dels psicòdids.

## Descripció
- La femella fa entre 0,85-1 mm de llargària a les antenes, mentre que les ales li mesuren 1,33-2 de longitud i 0,53-0,75 d'amplada.
- La femella és similar a Balbagathis agrestis, llevat d'algunes diferències a la cara interna de les respectives plaques subgenitals.
- El mascle no ha estat encara descrit.[6]

## Distribució geogràfica
Es troba a Mèxic, Nicaragua i Costa Rica.